# Ismael Sánchez
Nelson Ismael Sánchez Jiménez (24 juni 1982) is een wielrenner uit de Dominicaanse Republiek.

## Carrière
In 2012 werd Sánchez na Marino Garcia en Augusto Sánchez de derde thuisrenner die de Vuelta Independencia Nacional wist te winnen.

## Overwinningen
2005
2e, 3e en 8e etappe Ronde van Martinique
7e etappe Ronde van Guadeloupe
2007
Dominicaans kampioen op de weg, Elite
7e etappe Ronde van Ecuador
2008
2e etappe Ronde van Costa Rica
2009
7e etappe Ronde van Guadeloupe
2010
5e etappe Vuelta Independencia Nacional
2012
Eindklassement Vuelta Independencia Nacional
2016
1e (ploegentijdrit), 3e en 4e etappe Vuelta Independencia Nacional
2017
Dominicaans kampioen op de weg, Elite
Eindklassement Vuelta Independencia Nacional